# San Diego
San Diego é uma cidade dos Estados Unidos localizada no sul do estado da Califórnia, sendo a  segunda cidade mais populosa do estado e a oitava mais populosa do país. Localiza-se no condado de San Diego, do qual é sede, situando-se às margens da baía de mesmo nome, no litoral do Oceano Pacífico, distanciando-se 190 quilômetros de Los Angeles. É tida como o berço da Califórnia e é conhecida por seu clima ameno durante a maior parte do ano, por seu porto natural de águas profundas, extensas praias, longa associação com a Marinha dos Estados Unidos e seu centro de desenvolvimento da biotecnologia. Possui quase 1,4 milhão de habitantes, de acordo com o censo nacional de 2020. San Diego foi classificada como a 20ª cidade mais segura nos Estados Unidos em 2013, pelo Business Insider.
Montanhas cercam a região leste da cidade, sendo que além das montanhas existem áreas desérticas. A cidade é a sede do condado de San Diego e é o centro econômico da região, bem como a principal cidade da área metropolitana San Diego-Tijuana.  Os principais motores econômicos de San Diego são atividades militares e de defesas, relacionado ao turismo, comércio internacional e de fabricação. A presença da Universidade da Califórnia em San Diego (UCSD), com a afiliada UCSD Medical Center, ajudou a tornar a região um centro de pesquisas em biotecnologia.

## História
Os habitantes nativos da região onde atualmente está a cidade de San Diego são conhecidos como San Dieguitos ou La Jolla. A área de San Diego foi habitada por mais de 10 mil anos pelos povos Kumeyaay. O primeiro europeu a visitar a região foi o explorador português João Rodrigues Cabrilho, navegando sob a bandeira da Coroa de Castela. Cabrilho decretou o lugar como parte do Império Espanhol em 1542 e nomeou-o "San Miguel".  Em novembro de 1602, Sebastián Vizcaíno foi enviado para mapear a costa da Califórnia. Chegando à capitania de San Diego. Vizcaíno explorou a região do atual porto da cidade e batizou o lugar de San Diego de Alcalá, em homenagem ao santo católico Diogo de Alcalá. Em 12 de novembro de 1602, o primeiro serviço religioso cristão de registro na Alta Califórnia foi conduzido pelo Frei Antonio de la Ascensión, membro da expedição de Vizcaíno, para celebrar o dia da festa de San Diego.
Em maio de 1769, Gaspar de Portolá estabeleceu o Forte Presidio de San Diego em uma colina próxima ao Rio San Diego. Em julho do mesmo ano, a Missão San Diego de Alcalá foi fundada por frades franciscanos, liderados pelo Padre Junípero Serra. Em 1775, a missão é massacrada e há várias mortes, incluindo o mártir Lluís Jaume Vallespir. Em 1797, a missão contou com a maior população nativa em Alta Califórnia, com mais de 1.400 neófitos que viviam dentro e ao redor da missão. Tanto o Forte Presídio de San Diego quanto a Missão San Diego de Alcalá são marcos históricos nacionais. San Diego foi fundada com o nome de San Diego de Alcalá em homenagem ao santo homônimo, sendo o primeiro forte e missão espanhola na Alta Califórnia.
Em 1821, o México conquistou sua independência da Espanha, e San Diego tornou-se parte do estado mexicano da Alta Califórnia. O Forte no Presidio Hill foi gradualmente abandonado, enquanto a cidade de San Diego crescia em um nível de terra abaixo do Forte Presidio Hill. A Missão foi secularizada pelo governo mexicano, e a maioria das terras que pertenciam à missão foram distribuídas entre os colonos ricos da região.
Voltou para a soberania dos Estados Unidos em 1846. A ferrovia em 1884 e o estabelecimento da base naval durante a Primeira Guerra Mundial contribuíram para o crescimento da cidade. As principais fontes de renda da cidade são a manufatura e o turismo.

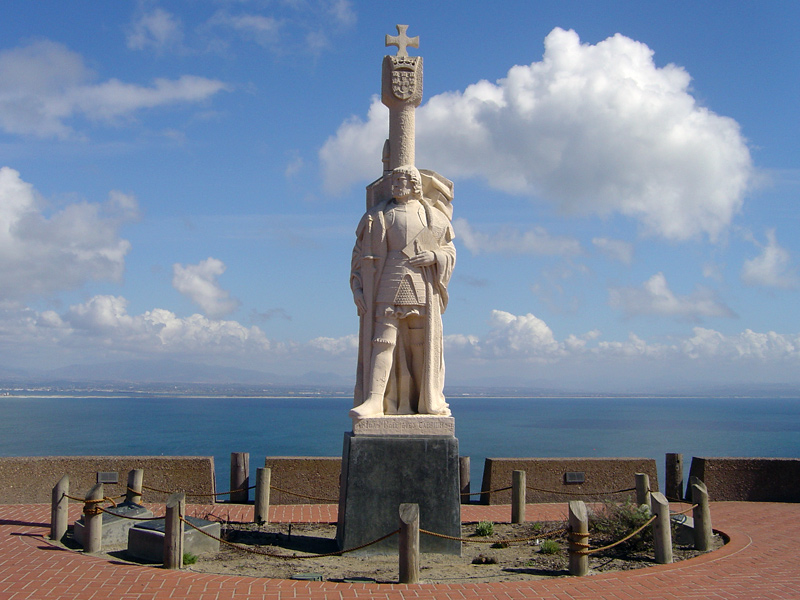
Monumento a Cabrilho em Point Loma.

Os principais pontos turísticos da cidade são as suas praias, o Gaslamp Quarter, o centro histórico da cidade, o Balboa Park, e os mundialmente famosos SeaWorld San Diego e Zoológico de San Diego.
A área onde San Diego atualmente se localiza foi habitada originalmente por nativos da tribo Kumeyaay. O primeiro europeu a visitar a região foi o explorador português João Rodrigues Cabrilho, que conquistou a baía para a Espanha em 1542. O lugar foi batizado como "São Miguel de Cabrilho". Em 12 de novembro de 1602, Dom Sebastián de Viscaíno veio com sua equipe no dia de São Diogo de Alcalá e celebrou a missa em homenagem ao santo. Por coincidência, o barco de Viscaíno era chamado "San Diego". Ele então rebatizou o lugar como "San Diego" (em português:  São Diogo) em homenagem ao santo do século XV.
Desde o início do século XX até a década de 1970, a frota de pesca do atum-americano e da indústria de conservas de atum foram baseadas em San Diego, que é tida como "a capital de atum do mundo". A primeira fábrica de conservas foi fundada na cidade em 1911, e por meados dos anos 1930 as fábricas de conservas já empregavam mais de 1.000 trabalhadores. Devido ao aumento dos custos e da concorrência estrangeira, a última das fábricas de conservas fechou no início de 1980. A grande frota de pesca apoiou as fábricas de conservas, em sua maioria formadas por pescadores imigrantes do Japão, e mais tarde da região de Açores, em Portugal, e da Itália, cuja influência ainda é vista em bairros como Little Italy e Point Loma. Um dos primeiros censos oficialmente realizado na cidade, em 1950, identificou a população de San Diego como 94,5% de brancos e 4,5% pretos.
O Centro Histórico de San Diego enfrentou certo declínio nas décadas de 1960 e 1970, mas experimentou renovações em sua característica urbana a partir do início de 1980, incluindo a abertura do Horton Plaza, a revitalização do Bairro Gaslamp, a construção do Centro de Convenções de San Diego e do Parque Petco, inaugurado em 2004.

## Geografia

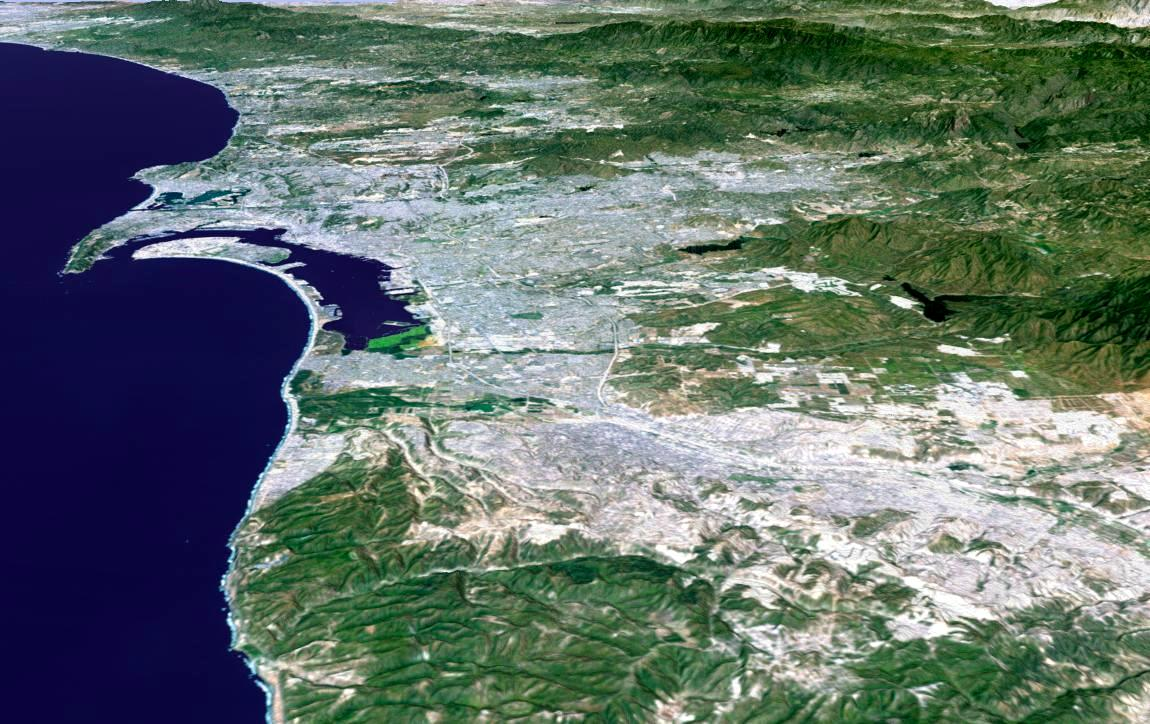
Antena urbana de San Diego e Tijuana, México.

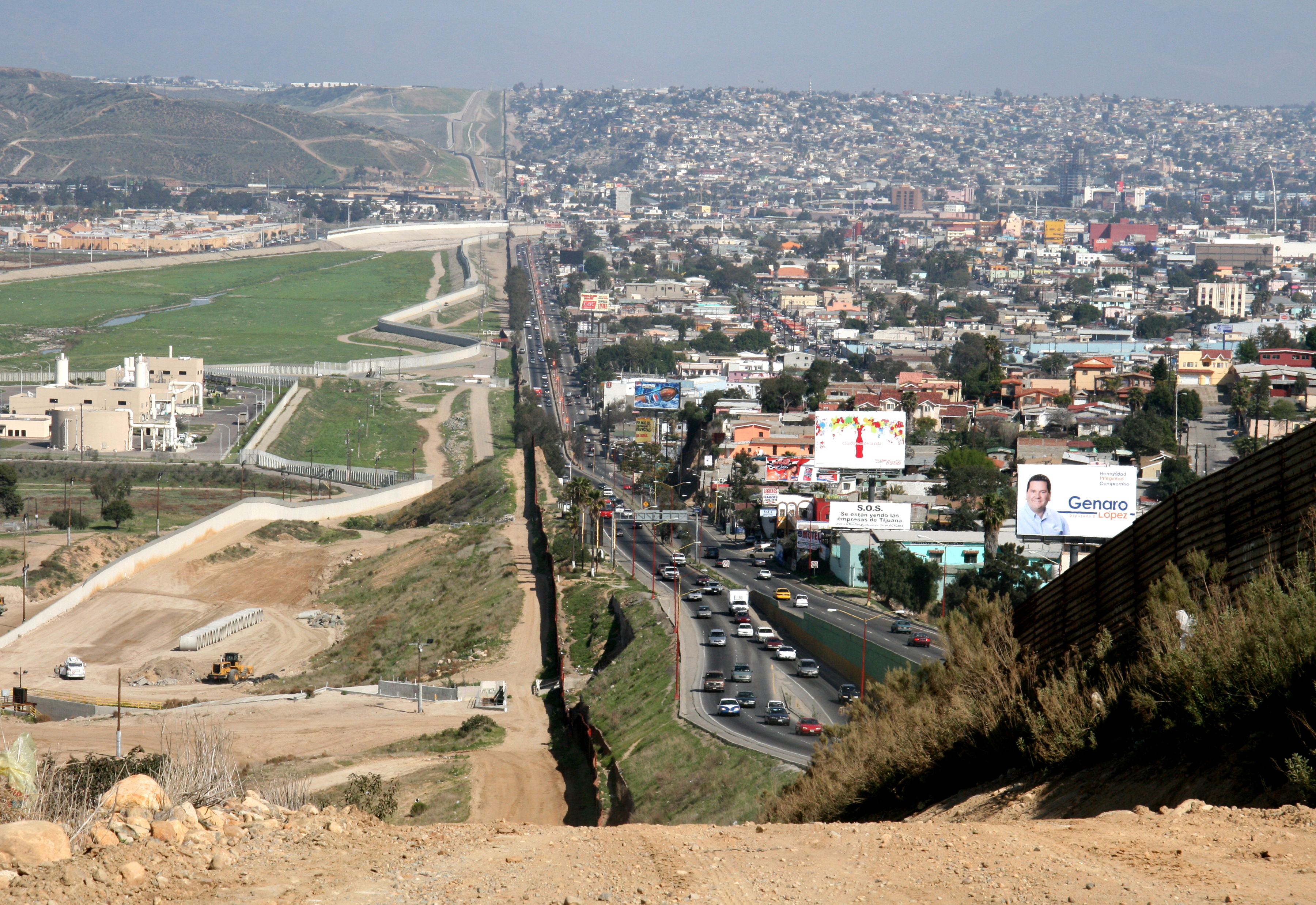
Uma pequena cerca separa a densamente povoada Tijuana, no México (à direita) de San Diego, nos Estados Unidos

De acordo com o Departamento do Censo dos Estados Unidos, a cidade tem uma área de 964,5 km², dos quais 844 km² estão cobertos por terra e 120,5 km² (12,5%) por água.
De acordo com o emérito do professor da SDSU, Monte Marshall, a Baía de San Diego é "a expressão superficial de um graben aninhado de tendências norte-sul ". As zonas de falha de Rose Canyon e Point Loma fazem parte do sistema de falhas de San Andreas. Cerca de 64 km a leste da baía estão as Montanhas Laguna, nas cordilheiras peninsulares, que fazem parte da espinha dorsal dos continentes americanos.
A cidade fica em aproximadamente 200 desfiladeiros profundos e colinas que separam suas mesas, criando pequenos bolsos de espaço aberto natural espalhados por toda a cidade e dando-lhe uma geografia montanhosa. Tradicionalmente, os San Diegans construíram suas casas e empresas nas mesas, deixando os cânions urbanos relativamente selvagens. Assim, os desfiladeiros dão a partes da cidade uma sensação segmentada, criando brechas entre bairros próximos e contribuindo para um ambiente de baixa densidade e centrado no carro. O rio San Diego atravessa o meio de San Diego de leste a oeste, criando um vale do rio que serve para dividir a cidade em segmentos norte e sul. Durante o período histórico e, presumivelmente, também antes, o rio mudou seu fluxo entre a baía de San Diego e a baía de Mission, e sua água doce foi o foco dos primeiros exploradores espanhóis. Miguel Costansó, um cartógrafo, escreveu em 1769: "Quando indagados por placas onde ficava o local das águas, os índios apontaram para um bosque que podia ser visto a uma distância considerável do nordeste, dando a entender que um rio ou riacho fluía e que eles levariam nossos homens a ele se eles o seguissem ". Esse rio era o rio San Diego. Vários reservatórios e o Parque Regional Mission Trails também se encontram entre e separam áreas desenvolvidas da cidade.
Picos notáveis dentro dos limites da cidade incluem a Montanha Cowles, o ponto mais alto da cidade a 485 m; Montanha Negra a 475 m; e Monte Soledad a 824 pés (251 m). As montanhas Cuyamaca e Laguna sobem ao leste da cidade, e além das montanhas há áreas desérticas. A Floresta Nacional de Cleveland fica a meia hora de carro do centro de San Diego. Inúmeras fazendas são encontradas nos vales do nordeste e sudeste da cidade.
Em seu ranking do ParkScore de 2013, o The Trust for Public Land informou que San Diego tinha o 9º melhor sistema de parques entre as 50 cidades mais populosas dos EUA. O ParkScore classifica os sistemas de parques da cidade por uma fórmula que analisa a área cultivada, o acesso, o serviço e o investimento.

### Clima
As temperaturas não apresentam grandes diferenças entre o inverno (média de 15°C) e o verão (22 °C), a proximidade da cidade com o Oceano Pacífico é o principal fator responsável por isto. No verão a variação das temperaturas é menor, com a média das máximas sendo de 25 °C e a média das mínimas, de 19 °C. No inverno, a variação é de 19 °C e 10 °C. A temperatura mais alta já registrada na cidade foi de 44 °C, outros extremos incluem 42 °C em outubro de 1961 e 38 °C em junho e julho. No inverno, apesar de raramente as temperaturas caírem para baixo de 5 °C. A temperatura mais baixa já registrada na cidade foi de -2 °C, registrada em janeiro e fevereiro de 1949.
Como sinal do aquecimento global, cientistas do Scripps Institution of Oceanography afirmam que a temperatura média da superfície da água na região da Baía de San Diego aumentou em quase 3 graus desde 1950.
A taxa de precipitação média anual de chuva de San Diego é de 26,2 centímetros. A cidade registra um período de estiagem no verão, sendo que julho, o mês mais seco da cidade, registra nenhuma ou mínima precipitação. O período de estiagem se estende de abril a outubro, nesse período não chove mais de 5 centímetros, com janeiro, o mês mais chuvoso da cidade, registrando em média 5,8 centímetros anuais. O período úmido da cidade estende-se entre janeiro e março, período que registra em média 16,7 centímetros anuais. Entre novembro e dezembro são registrados 6 centímetros anuais de precipitação de chuva.

### Ecologia
Como a maior parte da região do sul da Califórnia, a área atual de San Diego foi originalmente ocupada por chaparral, uma vegetação composta principalmente de arbustos resistentes à seca. O Pinus torreyana, uma espécie de pinheiro das Américas, é dominante na maior parte da vegetação da região, especialmente em um trecho de chaparral protegido ao longo da costa. A topografia e a proximidade do Oceano Pacífico criam inúmeros e diferentes habitats dentro dos limites da cidade, incluindo o pântano das marés e canyons. O chaparral e as regiões de costeira em altitudes baixas ao longo da costa são propensas a incêndios, e as taxas de incêndios aumentaram no século XX, principalmente devido aos incêndios que começam perto das fronteiras das áreas urbanas e selvagens.
Os limites territoriais de San Diego são compostos por um amplo número de reservas naturais, incluindo a Reserva Natural Torrey Pines Sate, Los Penasquitos e Mission Trails. A reserva Torrey Pines State possui uma faixa costeira em direção ao norte e abriga espécies raras. Devido à topografia íngreme que impede ou desencoraja edificações em algumas partes do território, juntamente com alguns esforços de preservação da ecologia local, há também um grande número de canyons dentro dos limites da cidade, que servem como reservas naturais. Os principais são o Switzer Canyon e o Parque Tecolote, bem como uma série de pequenos parques e reservas.
O Condado de San Diego é um dos condados norte-americanos que possuem mais espécies animais e vegetais que aparecem na lista de espécies ameaçadas de extinção nos Estados Unidos. Por conta de sua diversidade de habitat e sua posição sobre a rota migratória do Pacífico, o Condado abriga cerca de 492 espécies de aves, mais do que qualquer outra região do país. San Diego é uma das cidades mais procuradas para observação de espécies de aves, em especial pelas altas altitudes em seus limites territoriais.
A área ecológica de San Diego é vulnerável a incêndios periódicos. Em outubro de 2003, San Diego foi o local do incêndio Cedar, que tem sido chamado de o maior incêndio florestal na Califórnia. O fogo consumiu 280 mil hectares da área territorial do condado - o equivalente a 1.130 km² - além de destruir mais de 2 200 residências e propriedades e vitimar 15 pessoas. Além dos danos causados pelo fogo, a fumaça proveniente deste resultou em um aumento significativo de atendimentos de emergência devido à asma, problemas respiratórios, irritação nos olhos e inalação de fumaça. A má qualidade do ar motivou no fechamento das escolas do Condado de San Diego por um período de uma semana. Outros incêndios posteriores ocorreram no condado em 2007, particularmente na área das comunidades de Rancho Bernardo, Rancho Santa Fe e Ramona.

## Demografia
Religião em San Diego (2014)
Desde 1900, o crescimento populacional médio, a cada dez anos, é de 48,4%.

### Censo 2020
Segundo o censo nacional de 2020, a sua população é de 1 386 932 habitantes e sua densidade populacional é de 1 643,2 hab/km². Seu crescimento populacional na última década foi de 6,1%. É a segunda cidade mais populosa da Califórnia, atrás de Los Angeles, e a oitava mais populosa do país.
Possui 548 934 residências que resulta em uma densidade de 650,4 residências/km² e um aumento de 6,4% em relação ao censo anterior. Deste total, 6,1% das unidades habitacionais estão desocupadas. A média de ocupação é de 2,7 pessoas por residência.

### Censo 2010
Segundo o censo nacional de 2010, a sua população é de 1 307 402 habitantes e sua densidade populacional é de 1 552,3 hab/km². Possui mais de 3 milhões de habitantes em sua região metropolitana, que aumenta para 4,3 milhões de habitantes quando a região metropolitana de Tijuana, no México é considerada. Possui 516 033 residências que resulta em uma densidade de 612,7 residências/km². A população da cidade aumentou pouco menos de 7% entre 2000 e 2010.
A composição racial da cidade era de 58,9% brancos, 15,9% asiáticos (sendo 5,9% filipinos, 2,7% chineses, 2,5% vietnamitas, 1% sul-coreanos, 0,7% japoneses, 0,4% laosianos, 0,3% cambojanos e 0,1% tailandeses) 6,7% afroamericanos, 0,6% nativos americanos, 0,5% das ilhas do Pacífico, 12,3% de outras raças e 5,1% mestiços de duas raças ou mais. Há de se destacar que 28,8% da população de San Diego era hispânica ou latina (de qualquer raça), sendo que 24,9% entre estes eram mexicanos e 0,6% porto-riquenhos.
A religião católica é a maior religião na cidade, com a Diocese de San Diego tendo 1,4 milhão de católicos sobre sua jurisdição. De acordo com o Pew Research Center, em 2014, 68% dos adultos na cidade são cristãos, dos quais 32% são católicos. 27% não eram afiliados a nenhuma e 5% aderiam a uma fé não cristã.
Em dezembro de 2012, o Departamento de Habitação e Desenvolvimento Urbano (HUD) dos Estados Unidos divulgou um relatório no qual San Diego revelou ter a terceira maior população de rua nos Estados Unidos, atrás apenas de Nova Iorque e Los Angeles. A população de rua da cidade tem o maior percentual de veteranos sem-teto no país. No mesmo relatório, verificou-se que a cidade também possuía a quarta maior percentagem de indivíduos cronicamente sem-teto, além do terceiro maior aumento da pobreza total entre a população de rua.

### Censo 2000
Em 2000, a cidade tinha uma população de 1 223 400 habitantes, 450 691 residências e 271 315 famílias. A população da cidade aumentou para 1 336 865 habitantes, um aumento de 9,3% a partir de 2000.
Havia 451 126 residências, sendo que 30,2% destas possuíam população com até 18 anos de idade. 44,6% das residências eram compostas por casais, 11,4% tinham mulheres como chefes de família e 39,8% das residências não eram de caráter familiar. Indivíduos que viviam sozinhos eram 28,0%, dos quais 7,4% possuíam mais de 65 anos de idade. O tamanho médio de cada residência era de 2,61 e o tamanho médio da família era 3,30. De acordo com o Censo Bureau de 2000, 24,0% dos moradores de San Diego eram menores de 18 anos de idade e 10,5% tinham 65 anos de idade ou mais. A idade média dos habitantes foi de 32 anos de idade, sendo que dois terços da população era menores de 35 anos de idade. A Agência de Planejamento Regional de San Diego (SANDAG) fornece tabelas e gráficos que caracterizam a população da cidade em grupos etários.

## Economia

### Defesa e forças armadas

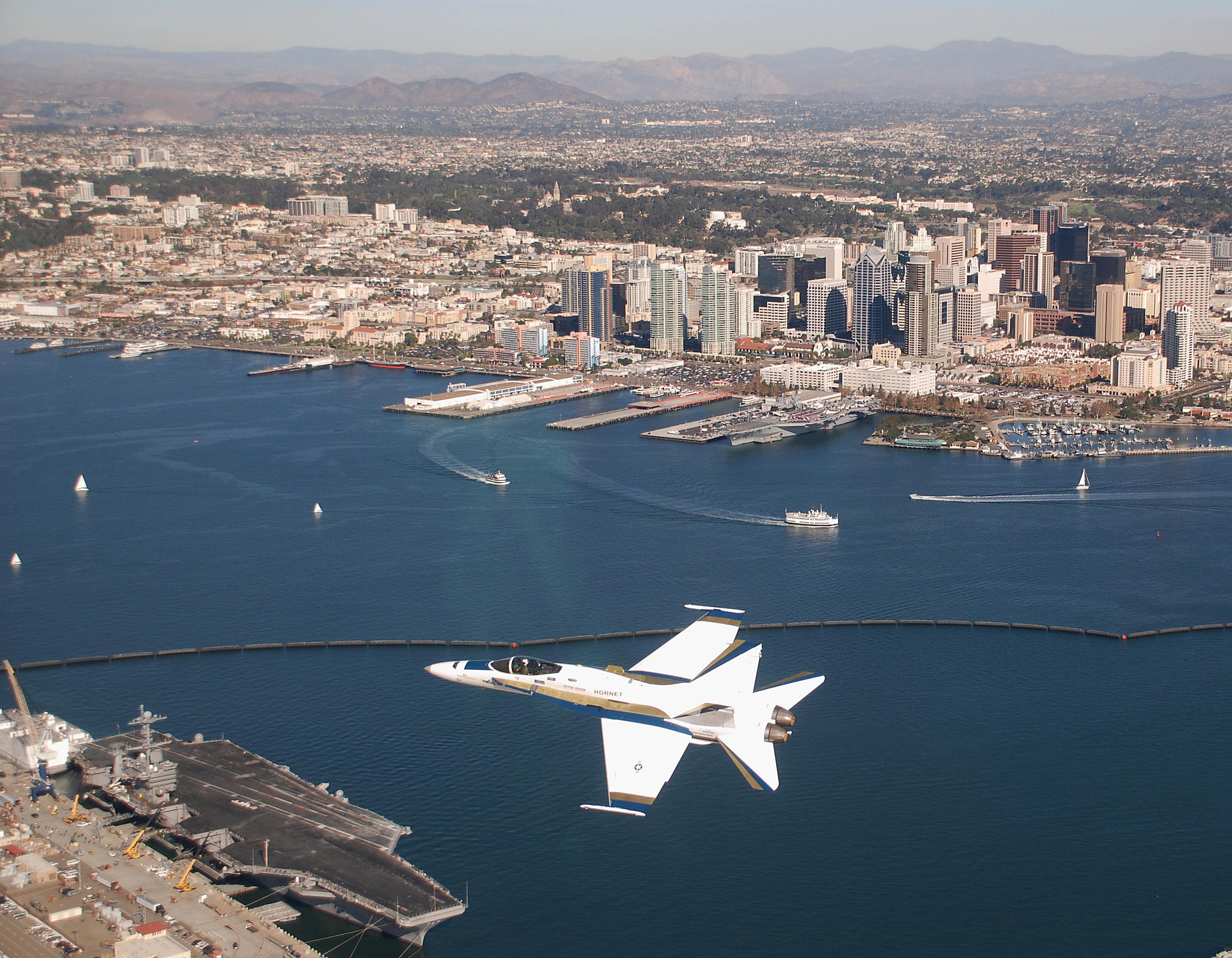
Hornet F/A-18 sobrevoando San Diego e o USS John C. Stennis

A economia de San Diego é influenciada por seu porto de águas profundas, que inclui os únicos grandes estaleiros submarinos e de construção naval da Costa Oeste. Vários grandes empreiteiros de defesa nacional foram iniciados e estão sediados em San Diego, incluindo General Atomics, Cubic e NASSCO.
San Diego abriga a maior frota naval do mundo: Em 2008, era o lar de 53 navios, mais de 120 comandos de inquilinos e mais de 35.000 marinheiros, soldados, funcionários civis e contratados do Departamento de Defesa. Cerca de 5% de todos os empregos civis no município são relacionados a militares, e 15.000 empresas no condado de San Diego contam com contratos do Departamento de Defesa.
As bases militares em San Diego incluem instalações da Marinha dos EUA, bases do Corpo de Fuzileiros Navais e estações da Guarda Costeira. A cidade "abriga a maioria dos combatentes de superfície da Frota do Pacífico dos EUA, todos os navios anfíbios da Costa Oeste da Marinha e uma variedade de navios da Guarda Costeira e do Comando Militar de Transporte Marítimo".

### Turismo

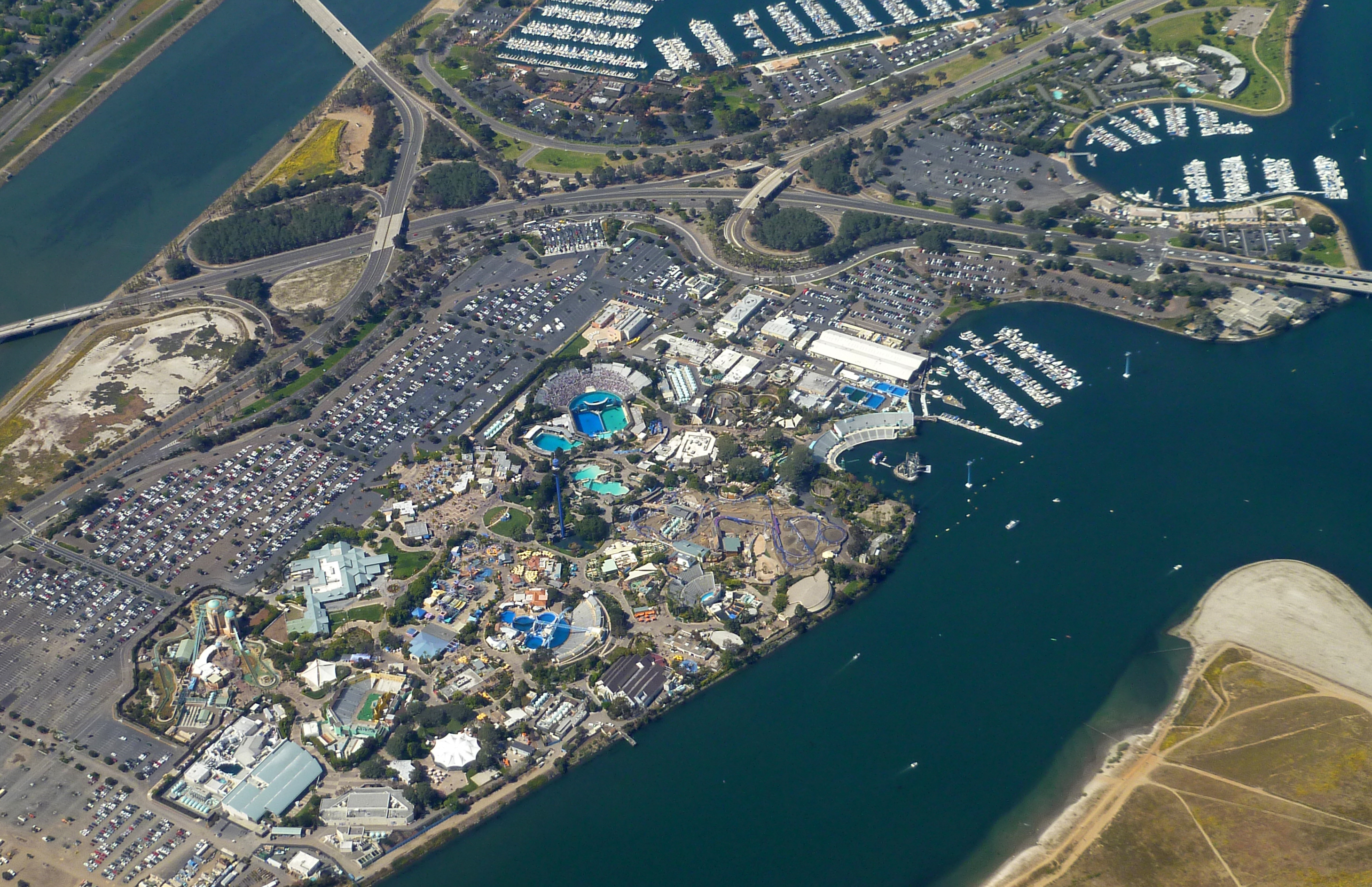
SeaWorld San Diego.

O turismo é uma indústria importante devido ao clima, praias e atrações turísticas da cidade, como o Balboa Park, o parque de diversões Belmont, o zoológico de San Diego, o Safari Park e o SeaWorld San Diego. A herança espanhola e mexicana de San Diego se reflete em muitos locais históricos da cidade, como Mission San Diego de Alcala e Old Town San Diego State Historic Park. Além disso, a indústria cervejeira local atrai um número crescente de visitantes  para "passeios de cerveja" e para a San Diego Beer Week anual em novembro; San Diego foi chamada de "Capital da Cerveja Artesanal da América".
O Condado de San Diego recebeu mais de 32 milhões de visitantes em 2012; coletivamente, gastaram cerca de US $ 8 bilhões. A indústria de visitantes oferece emprego para mais de 160.000 pessoas.
A indústria de navios de cruzeiro de San Diego costumava ser a segunda maior da Califórnia. Numerosas linhas de cruzeiro operam fora de San Diego. No entanto, os negócios de navios de cruzeiro estão em declínio desde 2008, quando o Porto recebeu mais de 250 escalas e mais de 900.000 passageiros. Em 2016-2017, o número de chamadas de navios caiu para 90.
Cruzeiros locais para passeios turísticos são oferecidos em San Diego Bay e Mission Bay, bem como cruzeiros de observação de baleias para observar a migração de baleias cinzentas, atingindo o pico em meados de janeiro. A pesca esportiva é outra atração turística popular; San Diego é o lar da maior frota de pesca esportiva do sul da Califórnia.

### Empresas

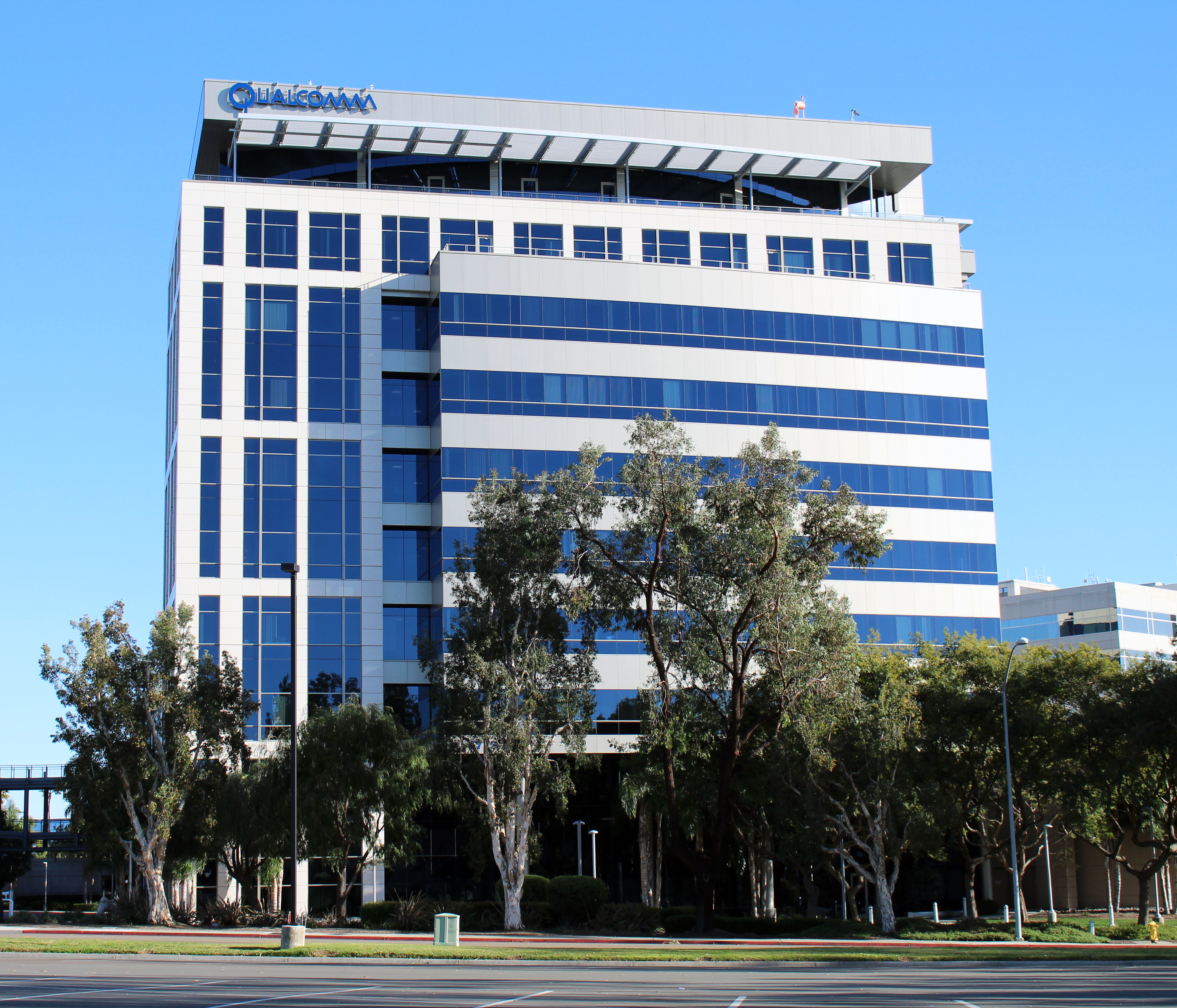
Sede corporativa da Qualcomm.

San Diego hospeda vários grandes produtores de tecnologia celular sem fio. A Qualcomm foi fundada e está sediada em San Diego, e é um dos maiores empregadores do setor privado em San Diego. Outros fabricantes da indústria sem fio com sede aqui incluem Nokia, LG Electronics, Kyocera International, Cricket Communications e Novatel Wireless. A maior empresa de software de San Diego é a empresa de software de segurança Websense Inc. San Diego também tem a sede nos EUA da empresa de segurança eslovaca ESET. San Diego foi designado como um iHub Innovation Center para uma possível colaboração entre a tecnologia sem fio e as ciências da vida.
A Universidade da Califórnia, San Diego e outras instituições de pesquisa ajudaram a alimentar o crescimento da biotecnologia. Em 2013, San Diego possuía o segundo maior cluster de biotecnologia nos Estados Unidos, abaixo da área de Boston e acima da área da baía de San Francisco. Existem mais de 400 empresas de biotecnologia na área. Em particular, as áreas de La Jolla e nas proximidades de Sorrento Valley abrigam escritórios e instalações de pesquisa para inúmeras empresas de biotecnologia. Grandes empresas de biotecnologia como Illumina e A Neurocrine Biosciences está sediada em San Diego, enquanto muitas outras empresas de biotecnologia e farmacêutica têm escritórios ou instalações de pesquisa em San Diego. San Diego também abriga mais de 140 organizações de pesquisa contratadas (CROs) que fornecem serviços contratuais para empresas farmacêuticas e de biotecnologia.

## Cultura

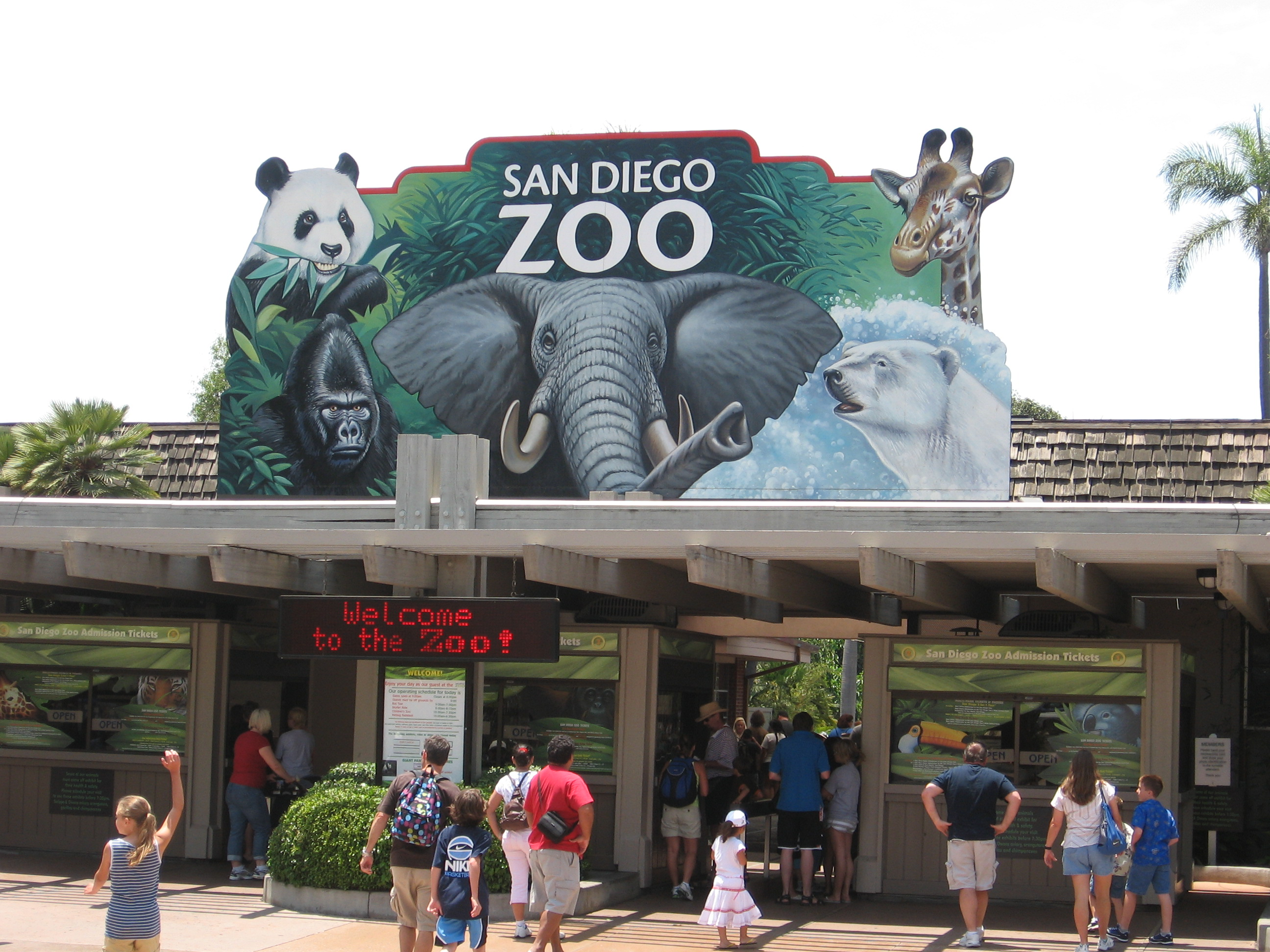
Zoológico de San Diego.

Muitos museus populares, tais como o Museu de San Diego de Arte, o Museu de San Diego História Natural, o Museu San Diego do homem, o Museu de Arte Fotográfica, e a Air & Space Museum San Diego, estão localizados em Balboa Park, que é também a localização do zoológico de San Diego. O Museu de Arte Contemporânea de San Diego (MCASD) está localizado em La Jolla e possui uma filial localizada no centro de Santa Fe Depot. A filial do centro consiste em dois edifícios em duas ruas opostas. O distrito de Columbia, no centro da cidade, abriga exposições históricas de navios pertencentes ao Museu Marítimo de San Diego, encabeçada pela Estrela da Índia, bem como pelo Museu de Porta-Aviões de San Diego, com o porta- aviões USS Midway.
A Sinfonia de San Diego no Symphony Towers se apresenta regularmente; de 2004 a 2017, seu diretor foi Jahja Ling. A Ópera de San Diego no Civic Center Plaza, agora dirigida por David Bennett, foi classificada pela Opera America como uma das 10 principais companhias de ópera dos Estados Unidos. O Old Globe Theatre no Balboa Park produz cerca de 15 peças e musicais anualmente. O La Jolla Playhouse da UCSD é dirigido por Christopher Ashley. Tanto o Old Globe Theatre quanto o La Jolla Playhouse produziram as estreias mundiais de peças e musicais que ganharam o Tony Awards ou indicações na Broadway. O Teatro Joan B. Kroc, no Performing Arts Center do Kroc Center, é um teatro de última geração com capacidade para 600 lugares, que apresenta apresentações de música, dança e teatro. O Repertory Theatre de San Diego, no Lyceum Theatres, em Westfield Horton Plaza, produz uma variedade de peças e musicais. Centenas de filmes e uma dúzia de programas de TV foram filmados em San Diego, uma tradição que remonta a 1898.

## Educação

### Faculdades e universidades

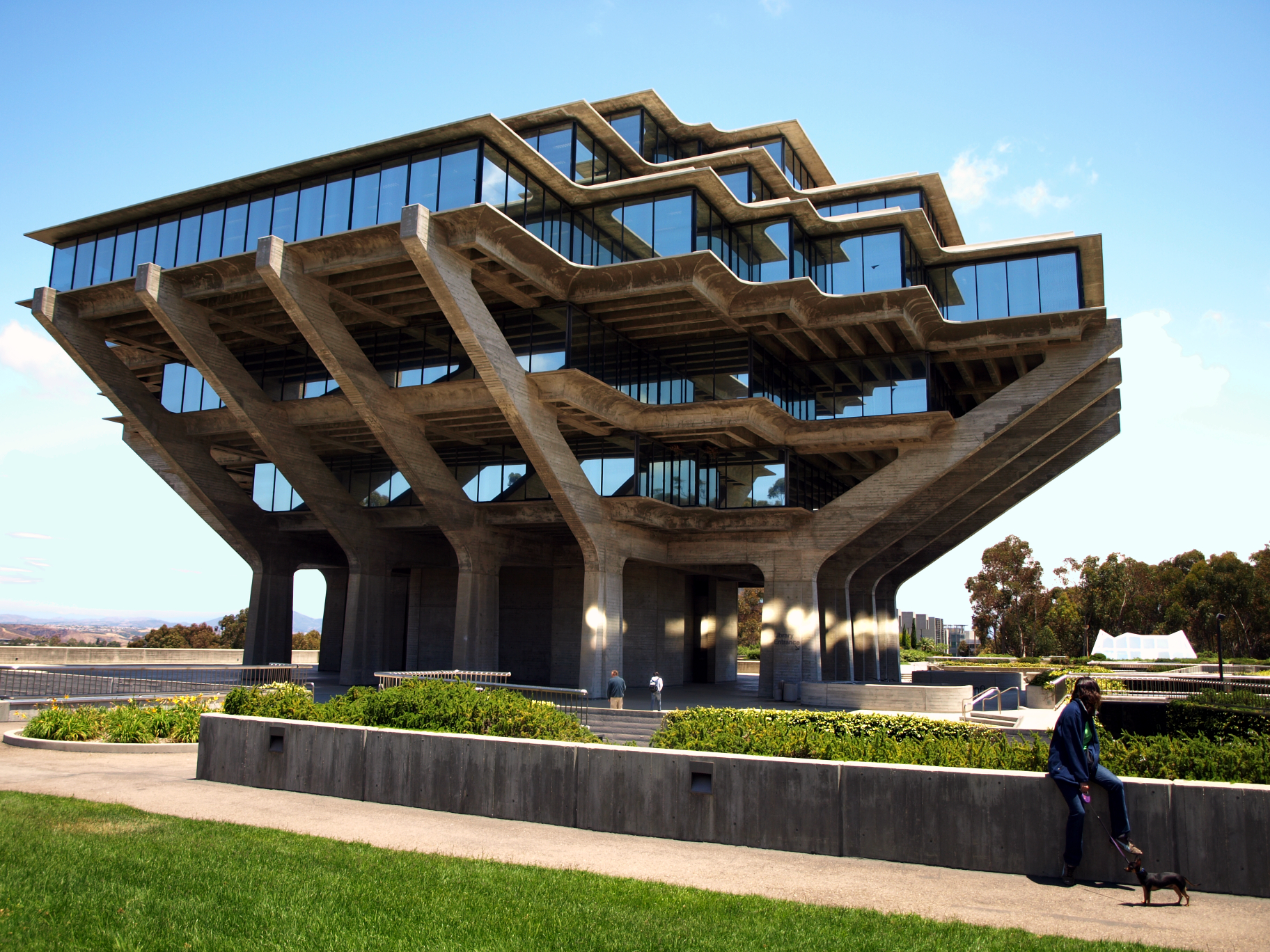
Biblioteca Geisel na Universidade da Califórnia.

De acordo com as classificações educacionais divulgadas pelo US Census Bureau em 2017, 44,4% dos San Diegans (cidade, não município) com 25 anos ou mais possuem diploma de bacharel, em comparação com 30,9% nos Estados Unidos como um todo. O censo classifica a cidade como a nona cidade mais educada nos Estados Unidos, com base nesses números.
As faculdades e universidades públicas da cidade incluem a Universidade Estadual de San Diego (SDSU), a Universidade da Califórnia, San Diego (UCSD) e o Distrito da Comunidade Comunitária de San Diego, que inclui o San Diego City College, o San Diego Mesa College e San Diego Faculdade Miramar.
Faculdades e universidades privadas sem fins lucrativos da cidade incluem a Universidade de San Diego (USD), a Universidade Nazarena de Point Loma (PLNU), o campus da Universidade Nacional de San Diego, o campus da University of Redlands 'School of Business San Diego, a Universidade de Brandman '. s Campus de San Diego, San Diego Christian College e John Paul, a Grande Universidade Católica. Instituições com fins lucrativos incluem Alliant International University (AIU), Universidade Internacional de Negócios da Califórnia (CIBU), California College San Diego, Instituto de Moda de Design de San Diego, NewSchool of Architecture and Design, Platt College, Universidade do Sul do Estado (SSU), UEI College e campus satélite da Woodbury University School of Architecture.
Há uma escola de medicina na cidade, a Faculdade de Medicina da UCSD. Há três ABA credenciados escolas de direito na cidade, que incluem California Western School of Law, Thomas Jefferson School of Law, e University of San Diego School of Law. Há também uma faculdade de direito, a Western Sierra Law School, não credenciada pela ABA.

## Transportes

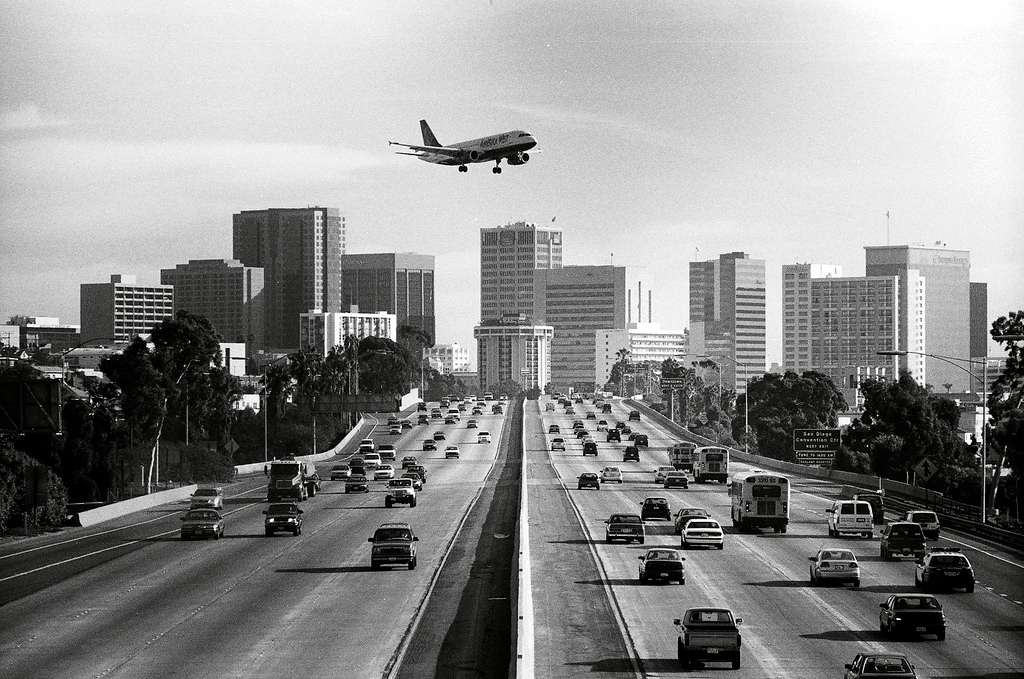
A Interstate 5 em direção ao centro.

Com o automóvel sendo o principal meio de transporte para mais de 80% dos moradores, San Diego é servida por uma rede de rodovias e rodovias. Isso inclui a Interstate 5, que segue para o sul de Tijuana e norte de Los Angeles; 8 da Interestadual, que segue para leste, até o Condado Imperial e o Corredor Solar do Arizona; A Interstate 15, que segue para o nordeste, através do Inland Empire, para Las Vegas e Salt Lake City ; e Interstate 805 , que parte da I-5, perto da fronteira com o México, e se junta à I-5 no Sorrento Valley.
As principais rodovias estaduais incluem a SR 94, que liga o centro com a I-805, I-15 e East County; A SR 163 , que liga o centro da cidade à parte nordeste da cidade, cruza a I-805 e se funde com a I-15 em Miramar ; SR 52, que conecta La Jolla com East County através de Santee e SR 125 ; SR 56 , que conecta a I-5 à I-15 através do Carmel Valley e Rancho Peñasquitos ; SR 75 , que atravessa a Baía de San Diego como a ponte San Diego-Coronado e também passa pela South San Diego como Palm Avenue; e SR 905, que conecta a I-5 e a I-805 ao porto de entrada Otay Mesa.
O sistema de estradas de San Diego fornece uma extensa rede de ciclovias. Seu clima seco e ameno faz do ciclismo uma opção conveniente durante todo o ano; no entanto, o terreno montanhoso da cidade e as longas distâncias médias de viagem tornam o ciclismo menos viável. Bairros mais antigos e densos do centro da cidade tendem a ser orientados para o ciclismo. Isso ocorre em parte por causa dos padrões de ruas agora ausentes em empreendimentos mais distantes do núcleo urbano, onde as estradas arteriais de estilo suburbano são muito mais comuns. Como resultado, a maioria do ciclismo é recreativa. Em 2006, San Diego foi classificada como a melhor cidade (com uma população acima de 1 milhão) para andar de bicicleta nos EUA.

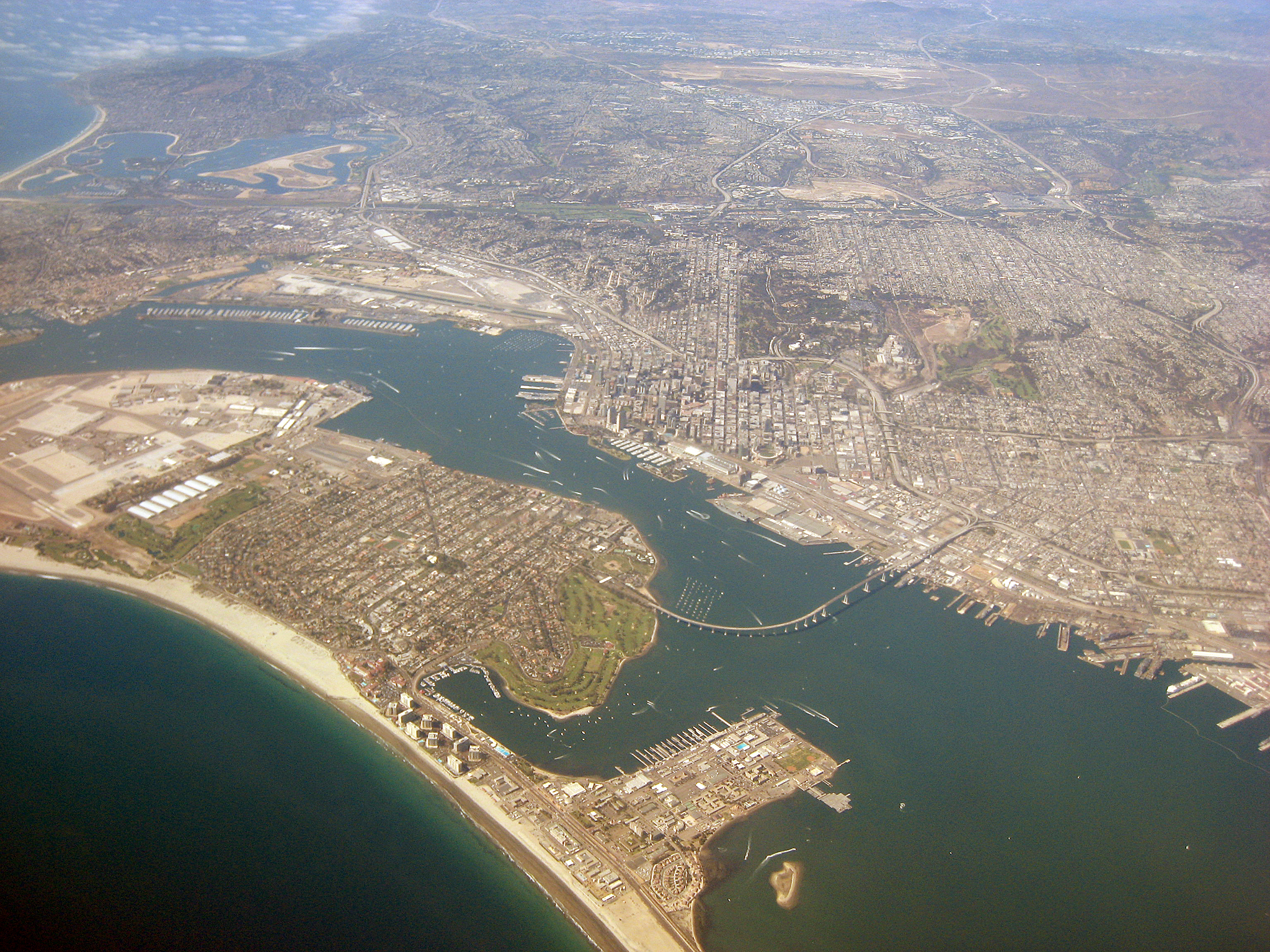
Vista aérea de Coronado e San Diego.

San Diego é servida pelo sistema de trilhos leves San Diego Trolley, pelo sistema de ônibus SDMTS, e pelo Coaster e pelo trem de passageiros Amtrak Pacific Surfliner; o norte de San Diego também é servido pela linha ferroviária Sprinter. O carrinho atende principalmente às comunidades urbanas do centro e do entorno, Mission Valley, leste do condado e litoral sul da baía. Uma extensão planejada para o meio da costa do Trolley funcionará da Cidade Velha à Universidade da Cidade e a Universidade da Califórnia, San Diego, ao longo da rodovia I-5, com operação planejada até 2021. Os trens Amtrak e Coaster atualmente circulam ao longo da costa e conectam San Diego a Los Angeles, Orange County, Riverside, San Bernardino e Ventura via Metrolink e o Surfliner do Pacífico. Existem duas estações da Amtrak em San Diego, na Cidade Velha e no centro de Santa Fe Depot. Informações de trânsito de San Diego sobre transporte público e transporte estão disponíveis na Web e discando "511" de qualquer telefone da região.
A cidade possui dois grandes aeroportos comerciais dentro ou perto de seus limites. O Aeroporto Internacional de San Diego (SAN), também conhecido como Lindbergh Field, é o mais movimentado aeroporto-pista única nos Estados Unidos. Atendeu a mais de 24 milhões de passageiros em 2018 e está lidando com números maiores a cada ano. Está localizado na Baía de San Diego, a 4,8 km do centro da cidade, e mantém vôos regulares para o resto dos Estados Unidos (incluindo o Havaí), bem como para o Canadá, Alemanha, México, Japão e Reino Unido. É operado por uma agência independente, a San Diego Regional Airport Authority. O Aeroporto Internacional de Tijuana possui um terminal dentro dos limites da cidade no Otay Mesa, distrito conectado ao resto do aeroporto de Tijuana, México, através da passarela transfronteiriça Xpress. É o aeroporto principal para voos para o resto do México e oferece conexões via Cidade do México para o resto da América Latina. Além disso, a cidade possui dois aeroportos de aviação geral, Montgomery Field (MYF) e Brown Field (SDM).

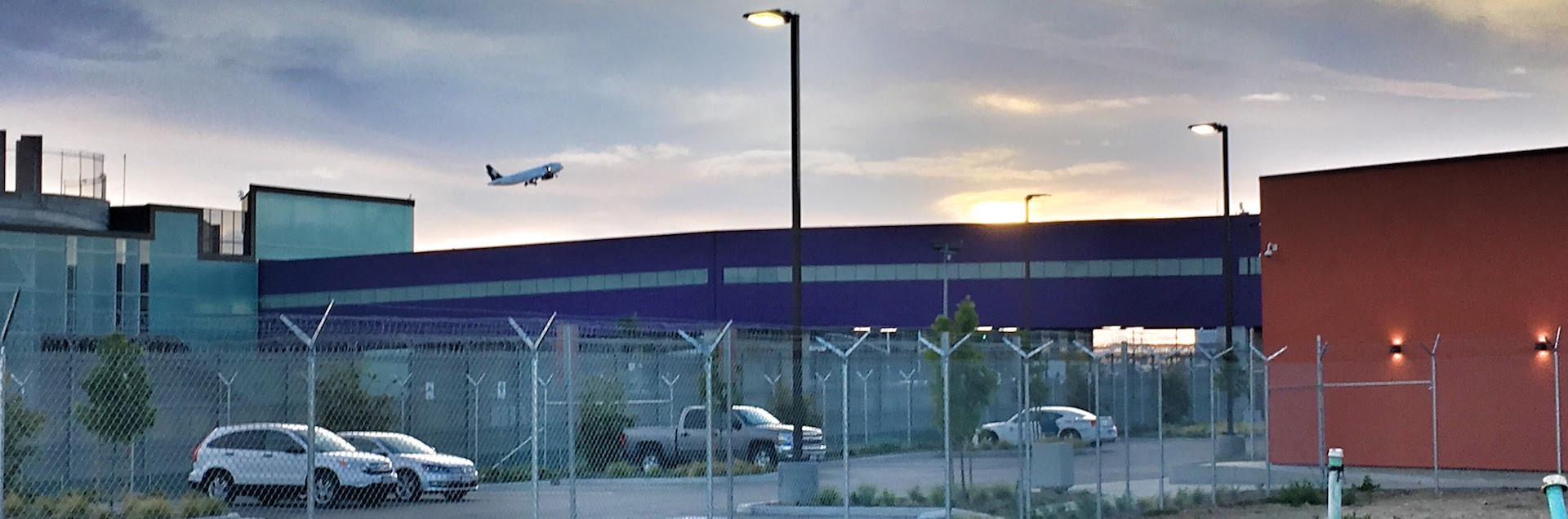
Ponte Xpress transfronteiriça do terminal em San Diego.

Projetos recentes de transporte regional buscaram mitigar o congestionamento, incluindo melhorias nas rodovias locais, expansão do aeroporto de San Diego e duplicação da capacidade do terminal de navios de cruzeiro. Os projetos de rodovias incluíram a expansão das Interstates 5 e 805 em torno de "The Merge", onde essas duas rodovias se encontram, bem como a expansão da Interstate 15 pelo North County, que inclui novas "faixas gerenciadas" para veículos de alta ocupação (HOV). Um pedágio (a porção sul da SR 125, conhecida como South Bay Expressway) conecta a SR 54 e Otay Mesa, perto da fronteira mexicana. Segundo uma avaliação realizada em 2007, 37% das ruas da cidade estavam em condições aceitáveis. No entanto, o orçamento proposto caiu US $ 84,6 milhões antes de elevar as ruas a um nível aceitável. A expansão no porto incluiu um segundo terminal de cruzeiros no Broadway Pier, inaugurado em 2010. Os projetos do aeroporto incluem a expansão do Terminal Dois.

## Esportes

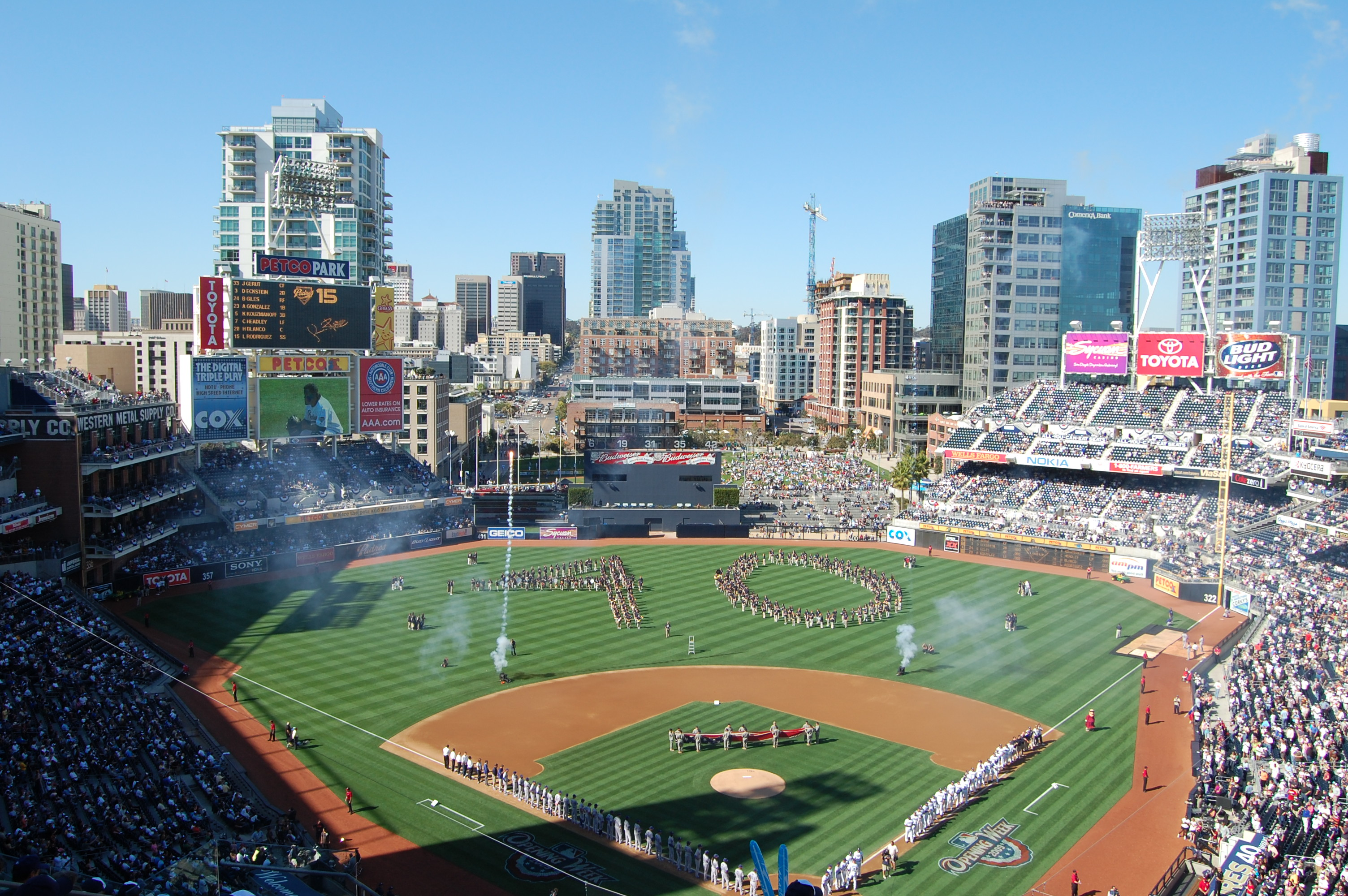
Petco Park, casa do San Diego Padres.

San Diego é o lar de uma grande equipe profissional, o San Diego Padres da Major League Baseball, que joga no Petco Park.
De 1961 à temporada de 2016, a equipe organizou uma franquia da Liga Nacional de Futebol Americano, o San Diego Chargers. Em 2017, eles se mudaram para Los Angeles e se tornaram os Los Angeles Chargers.
Em duas passagens separadas, a National Basketball Association teve uma franquia em San Diego, o San Diego Rockets de 1967 a 1971 e o San Diego Clippers de 1978 a 1984. As franquias foram para Houston e Los Angeles, respectivamente.
De 1972 a 1975, San Diego foi o lar de uma equipe da American Basketball Association. Primeiro nomeado os conquistadores ( também conhecido como "The Q's"), o nome foi alterado para San Diego Sails para a temporada 1975-76, mas a equipe desistiu antes de concluir a campanha.
San Diego abriga três universidades da NCAA: San Diego State University; Universidade da Califórnia, San Diego ; e Universidade de San Diego. Os jogos de basquete masculino e feminino do Aztec State I da NCAA Division I são disputados na Viejas Arena. Outros esportes astecas de destaque incluem futebol universitário, futebol, basquete e vôlei. Os astecas do estado de San Diego ( MWC ) e o San Diego Toreros ( WCC ) são equipes da Divisão I da NCAA. Os UCSD Tritons são membros da NCAA Division II, mas eles começaram o processo de transição para a Divisão I como membros da Big West Conference.

## Marcos históricos
O Registro Nacional de Lugares Históricos lista 85 marcos históricos em San Diego, dos quais nove são Marcos Históricos Nacionais. O primeiro marco foi designado em 15 de outubro de 1966 e o mais recente em 23 de julho de 2018. O  Balboa Park é um marco histórico da cidade.

## Cidades irmãs
- Alcalá de Henares (Espanha)
- Cavite (Filipinas)
- Edimburgo (Escócia)
- Jalalabad (Afeganistão)
- Jeonju (Coreia do Sul)
- Leão, (México)
- Perth, (Austrália)
- Taichung (Taiwan)
- Tema (Gana)
- Tijuana (México)
- Vladivostok (Rússia)
- Varsóvia (Polónia)
- Yantai (China)
- Yokohama (Japão)
- Florianópolis (Brasil)
- Campinas (Brasil)